# Pinto (Madrid)
Pinto er en by og kommune i det centrale Spanien i Madrid-regionen. Den har et indbyggertal på 56.003 (2024) indbyggere.